# 足利学校

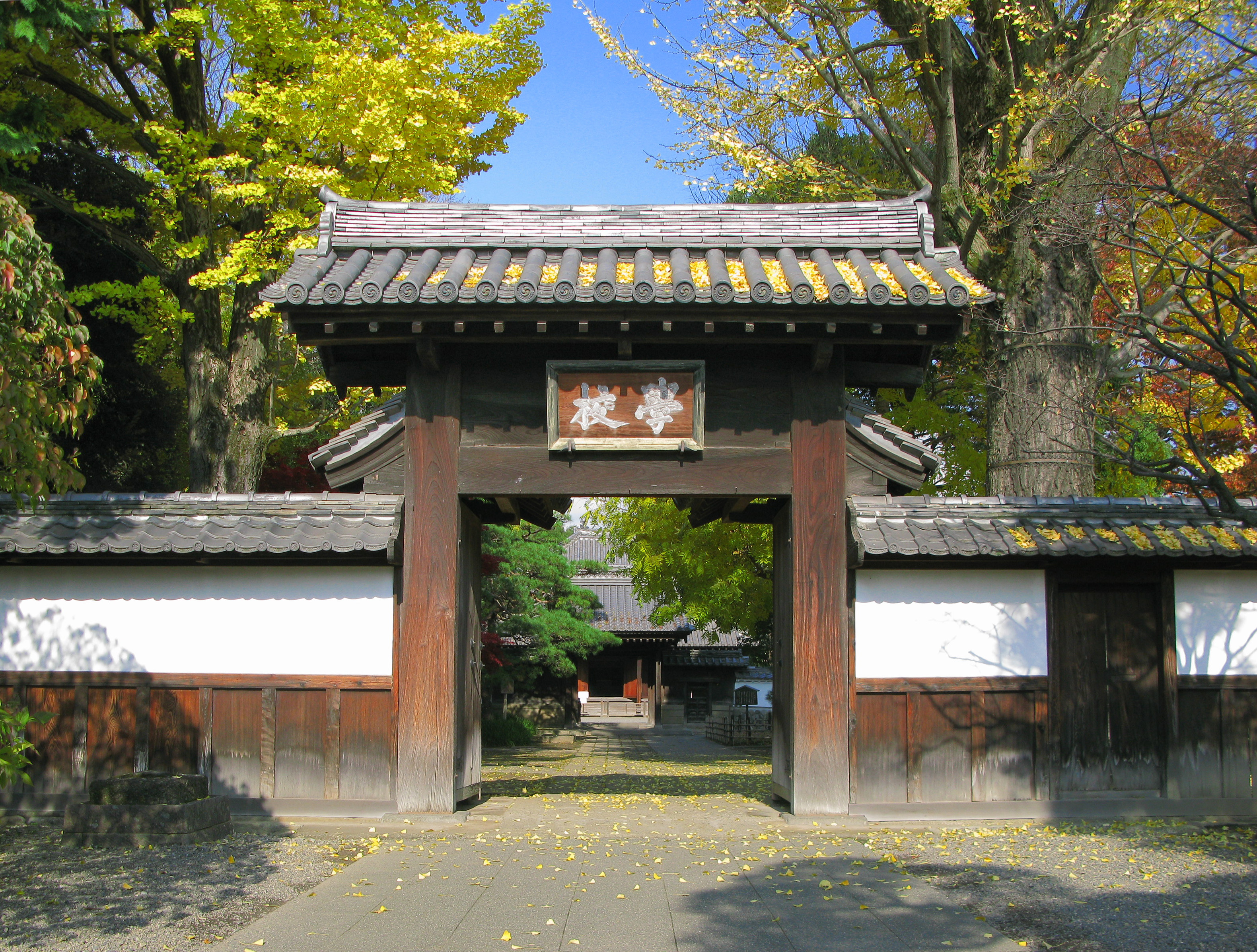
足利学校 学校門

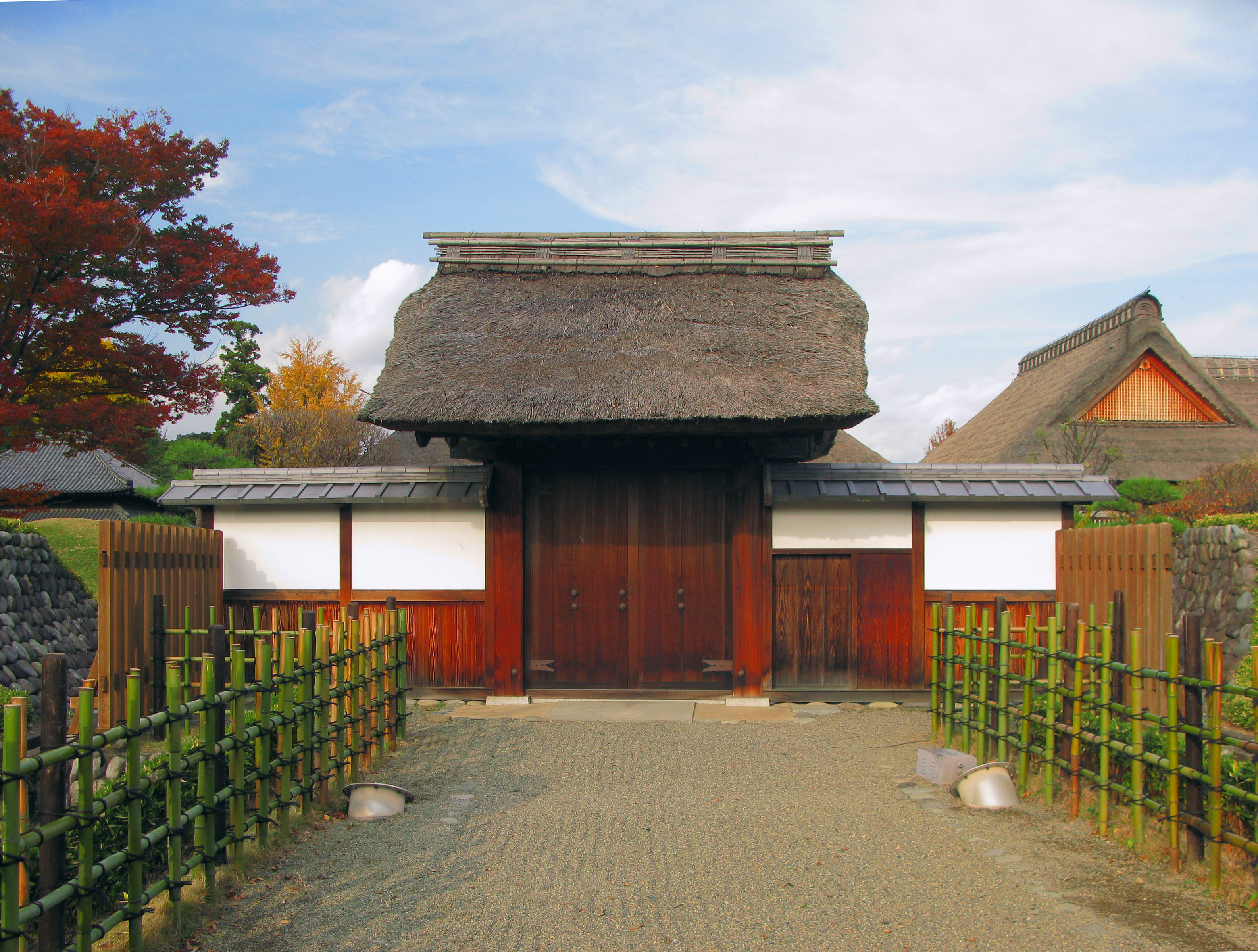
裏門

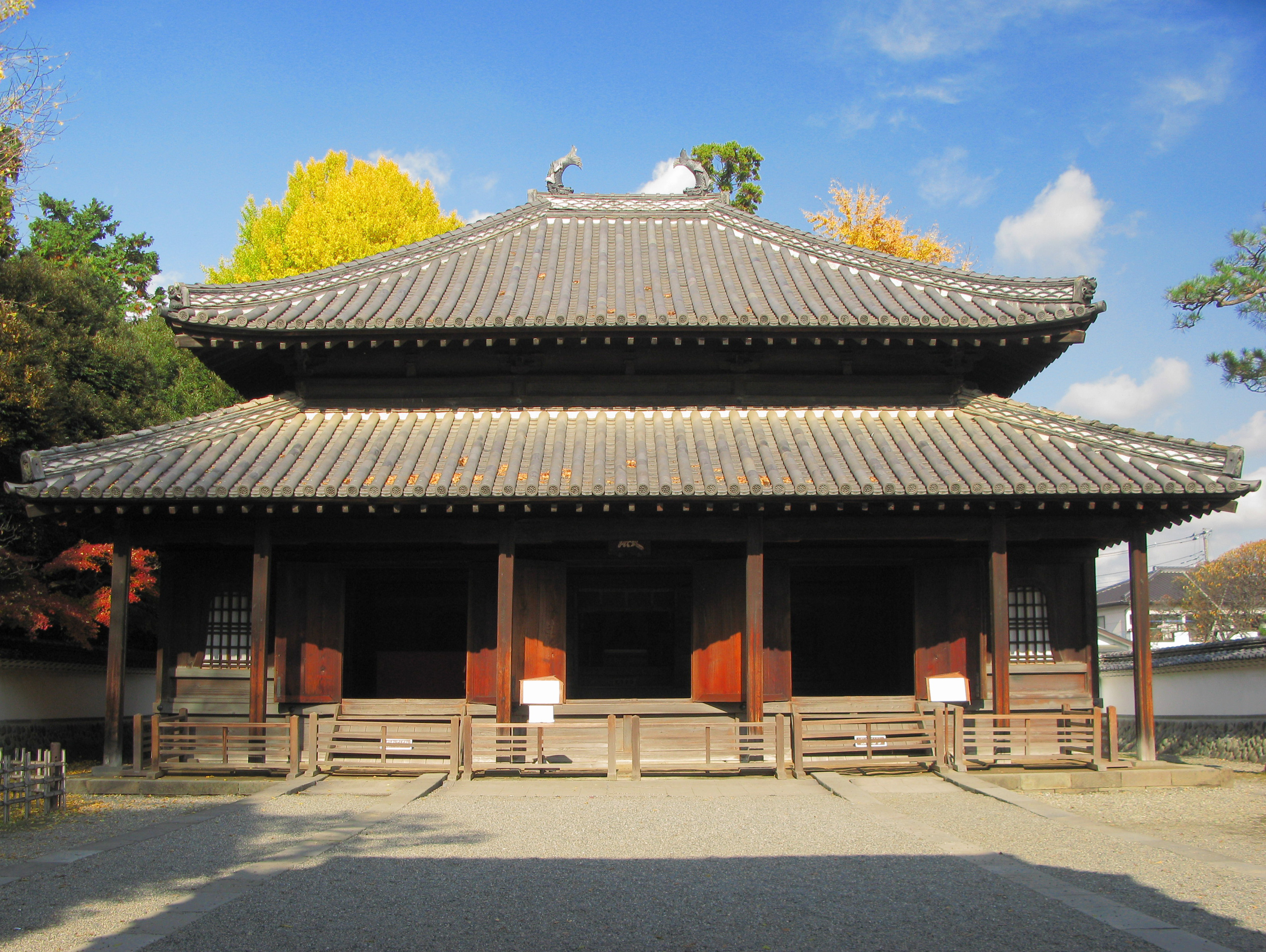
孔子廟

足利学校（あしかががっこう）は、下野国足利荘（現在の栃木県足利市）にあった、平安時代初期（もしくは鎌倉時代）に創設されたと伝えられる中世の高等教育機関。「坂東の大学」と称された。
室町時代から戦国時代にかけて、関東における事実上の最高学府であった。創設年、創設者については諸説ある。1868年（慶応4年/明治元年）まで存続、1915年（大正4年）図書館となる。

## 概要
場所は現在の栃木県足利市（近世以前の表現では下野国足利郡足利荘五箇郷村）である。明治5年（1872年）に廃校になった後は組織としての存続はなく建物が残ったのみで、孔子廟などわずかな建物を残すのみとなった時代もあったが、再認識などにより、1990年（平成2年）に方丈や庭園が復元され公開された。その後は足利氏の、心のよりどころ、生涯学習の拠点である、などとされ、教育委員会によって管理されている。

## 歴史
足利学校の創建年代については諸説あり、長らく論争となっている（本項の論争の節を参照）。
室町時代の前期には衰退していたが、1432年（永享4年）、上杉憲実が足利の領主になって自ら再興に尽力し、鎌倉円覚寺の僧快元を能化に招いたり、蔵書を寄贈したりして学校を盛り上げた。「能化」とは校長に相当する責任者であるが、江戸時代には「庠主（しょうしゅ）」と呼ばれるようになり、今日では「庠主」と呼ばれる事が一般的である。その成果あって北は奥羽、南は琉球にいたる全国から来学徒があり、代々の庠主（能化）も全国各地の出身者に引き継がれていった。
上杉憲実は1447年（文安4年）に足利荘及び足利学校に対して3か条の規定を定めた。この中で足利学校で教えるべき学問は三註・四書・六経・列子・荘子・史記・文選のみと限定し、仏教の経典の事は叢林や寺院で学ぶべきであると述べており、教員は禅僧などの僧侶であったものの、教育内容から仏教色を排したところに特徴がある。従って、教育の中心は儒学であったが、快元が『易経』のみならず実際の易学にも精通していたことから、易学を学ぶために足利学校を訪れる者が多く、また兵学、医学なども教えた。戦国時代には、足利学校の出身者が易学等の実践的な学問を身に付け、戦国武将に仕えるということがしばしばあったという。学費は無料、学生は入学すると同時に僧籍に入った。学寮はなく、近在の民家に寄宿し、学校の敷地内で自分たちが食べるための菜園を営んでいた。構内には、菜園の他に薬草園も作られていた。
1530年頃（享禄年間）には火災で一時的に衰微したが、第7代庠主、九華が北条氏政の保護を受けて足利学校を再興し、学生数は3000人と記録される盛況を迎えた。この頃の足利学校の様子を、キリスト教の宣教師フランシスコ・ザビエルは「日本国中最も大にして最も有名な坂東のアカデミー（坂東の大学）」と記し、足利学校は海外にまでその名が伝えられた。ザビエルによれば、国内に11ある大学及びアカデミーの中で、最大のものが、足利学校アカデミーである。学校自体は、寺院の建物を利用し、本堂には千手観音の像がある。本堂の他に別途、孔子廟が設けられている、という。
ルイス・フロイスは、彼の著作である「日本史」の第一部 序文の中で「全日本でただ一つの大学であり公開学校と称すべきものが、関東地方、下野国の足利と呼ばれる所にある」と述べている。
1590年（天正18年）の豊臣秀吉による小田原征伐の結果、後北条氏と足利長尾氏が滅び、足利学校は庇護者を失うことになった。学校の財源であった所領が奪われ、古典籍を愛した豊臣秀次によって蔵書の一部が京都に持ち出されそうになったが、当時の第9代庠主三要は関東の新領主である徳川家康に近侍して信任を受け、家康の保護を得て足利学校を守り通した。
江戸時代に入ると、足利学校100石の所領を寄進され、毎年の初めにその年の吉凶を占った年筮（ねんぜい）を幕府に提出することになった。また、たびたび異動があった足利の領主たちによっても保護を受け、足利近郊の人々が学ぶ郷学として、江戸時代前期から中期に二度目の繁栄を迎えた。
しかし江戸時代には京都から関東に伝えられた朱子学の官学化によって易学中心の足利学校の学問は時代遅れになり、また平和の時代が続いたことで易学、兵学などの実践的な学問が好まれなくなったために、足利学校は衰微していった。学問の中心としての性格ははやくに薄れ、江戸時代の学者たちは貴重な古典籍を所蔵する図書館として足利学校に注目していたのみであった。
明治維新後、足利藩は足利学校を藩校とすることで復興を図ったが、1871年（明治4年）、廃藩置県の実施により足利藩校である足利学校の管理は足利県（のち栃木県に統合）に移り、1872年（明治5年）に至って廃校とされた。
廃校後、方丈などがあった敷地の東半分は東小学校に転用され、建物の多くは撤去された。また、栃木県は足利学校の蔵書の一部を県に払い下げようとしたので、足利学校の建物と蔵書は散逸の危機に瀕したが、旧足利藩士田崎草雲らの活動により、蔵書は地元に返還され、孔子廟を含む旧足利学校の西半分とともに県から地元に返還された。
地元足利町は1903年（明治36年）、足利学校の敷地内に、栃木県内初の公共図書館である足利学校遺蹟図書館を設立し、足利学校の旧蔵書を保存するとともに一般の図書を収集して公開した。また1921年（大正10年）、足利学校の敷地と孔子廟や学校門などの現存する建物は国の史跡に指定され、保存がはかられることになった。
1980年代になり、小学校の移転後に発掘調査、遺蹟図書館の一般図書の県立足利図書館への移管が行われ、史跡の保存整備事業が始められた。そして1990年（平成2年）に建物と庭園の復元が完了し、江戸時代中期のもっとも栄えた時分の様子が再現された。
2015年（平成27年）4月24日には国の日本遺産審査委員会によって「近世日本の教育遺産群 ―学ぶ心・礼節の本源―」のひとつとして日本遺産に認定された。

## 論争

足利学校の蔵書印。「野之国学」と記される。

足利学校の成立や、初期の体制については記録が残っておらず、しばしば論争になった。
創設時期をもっとも古くとる説では、伝承によればかつて足利学校は下野国の国学であった、という。明治期にこの説を唱えた川上廣樹（足利藩家老を務めた武士で漢学者）によれば、当初、都賀郡の国府に併設されていたが、足利家が将軍家となると、ゆかりの地に国学を移設したのだという。これに対し、国府と国学の位置が離れすぎており、当時移設したという記録もないという反論が出された。川上説は現在はあまり信じられていない。なお、国学起源説では、15世紀に編纂されたといわれる『鎌倉大草紙』の記述により、足利市昌平町の現在地に移転したのは、1467年（応仁元年）であるとしている。
近年、前澤輝政は、下毛野国（のちの下野国）が作られた際、国府は現在の足利市伊勢南町付近に置かれたとし、このときに国府に併設して国学がおかれ、これが足利学校の由来で、創立は8世紀であるとの新しい国学起源説を明らかにしている。前澤は自説の論拠として、現在使われていない古い地名で、足利市伊勢町・伊勢南町の境界付近が「国府野」「学校地先」と呼ばれていたことと、「國」などと刻印された瓦がここで出土したこと、江戸時代まで、この地が学校領であったことが古地図で確認できることなどを挙げている。ただし、前澤は、国府と国学は都賀郡（現在の栃木市方面）に移転したが、何故、足利の国学が廃絶せずに残ったのかについては理由を述べていない。また、足利に国府が置かれたかもしれないというのも、文献などによる有力な証拠がなく、今のところ仮説に過ぎないことに注意する必要がある。
古くからの国学起源説の論拠として挙げられるものに、「野之国学」と記された足利学校の蔵書印の存在がある。この印影は江戸期の一部の蔵書にしか使われておらず、印そのものも紛失していることから、後代の偽造であるとされてきた。これに対しては、川上と前澤は、この印は現在の足利市伊勢町付近から出土した、という記述を近藤正斎が『右文故事』（1817年（文化14年））中に残しており、本物である可能性も捨てきれない、と主張している。しかし、これに対しては既に、印が偽造されたあとにそれらしい伝説が作られたのではないかという反論が既に明治にされている。
別に有力視されている説は、『鎌倉大草紙』に基づき、平安時代の小野篁（おののたかむら）によって839年（承和6年）（または842年（承和9年））ごろに創設されたというものである。ただし、篁が下野国に関連する役職に就いたことはなく、また、設立年とされる年には流刑になっていることから、この説には信憑性がないという主張が強い。
このほか、12世紀末に足利義兼によって設立されたという説がある。この説は、『高野春秋編年輯録』巻七（1719年（享保4年））に、12世紀末の文治年間ごろ、足利義兼が足利に寺（現在の鑁阿寺）と学校を持っていた、という記述があることを根拠にしている。ただし、現存するにもかかわらず、鑁阿寺側には該当する記録が残っていない。なお、国学起源説、小野篁創設説の場合でも、足利義兼は復興させた人物であるとみなすことがある。
極端な主張では、足利学校は上杉憲実が開設したもので、1432年（永享4年）以前には存在しなかったという説もある。これは、水戸藩が編纂した『大日本史』の記述を元にしている。ただし、厳密に読んでいくと、上杉以前の時代に足利に学校があったことを意味する記述も『大日本史』中に存在することに注意する必要がある。
また、近年注目される文書として、「長徳寺文書」に含まれている「学校省行堂日用憲章写」がある。これは、足利学校そのものではなく、学校付属の療養所の規則であるが、文中にある「応卯三十年」「御判」が注目される。前者は「応永三十年」の誤写と考えられ、1423年（応永30年）に足利学校が存在したことの傍証になると考えられる。更にこの年は上杉憲実の主君である鎌倉公方足利持氏が室町幕府に近い小栗氏を討伐（小栗氏の乱）し、更に室町幕府が派遣していた足利荘代官神保慶久を追放して同荘を押領した年にあたる。「御判」とは原文書には足利荘の支配に乗り出した足利持氏の花押であったと考えられ、上杉憲実よりも前に足利持氏が足利学校の再興に関わっていた可能性を示している。

## 史跡指定
1921年（大正10年）3月3日、「足利学校跡（聖廟および附属建物を含む）」として国の史跡に指定された。

## 文化財
- 『宋版尚書正義』 - 国宝
- 『宋版礼記正義』
- 『宋刊本文選』
- 『宋版周易注疏』

などの重要文化財を所蔵している。

## 所在地・交通アクセス
- 栃木県足利市昌平町・大門通
  - JR両毛線・足利駅から徒歩9分
  - 東武伊勢崎線・足利市駅から徒歩14分

## ギャラリー

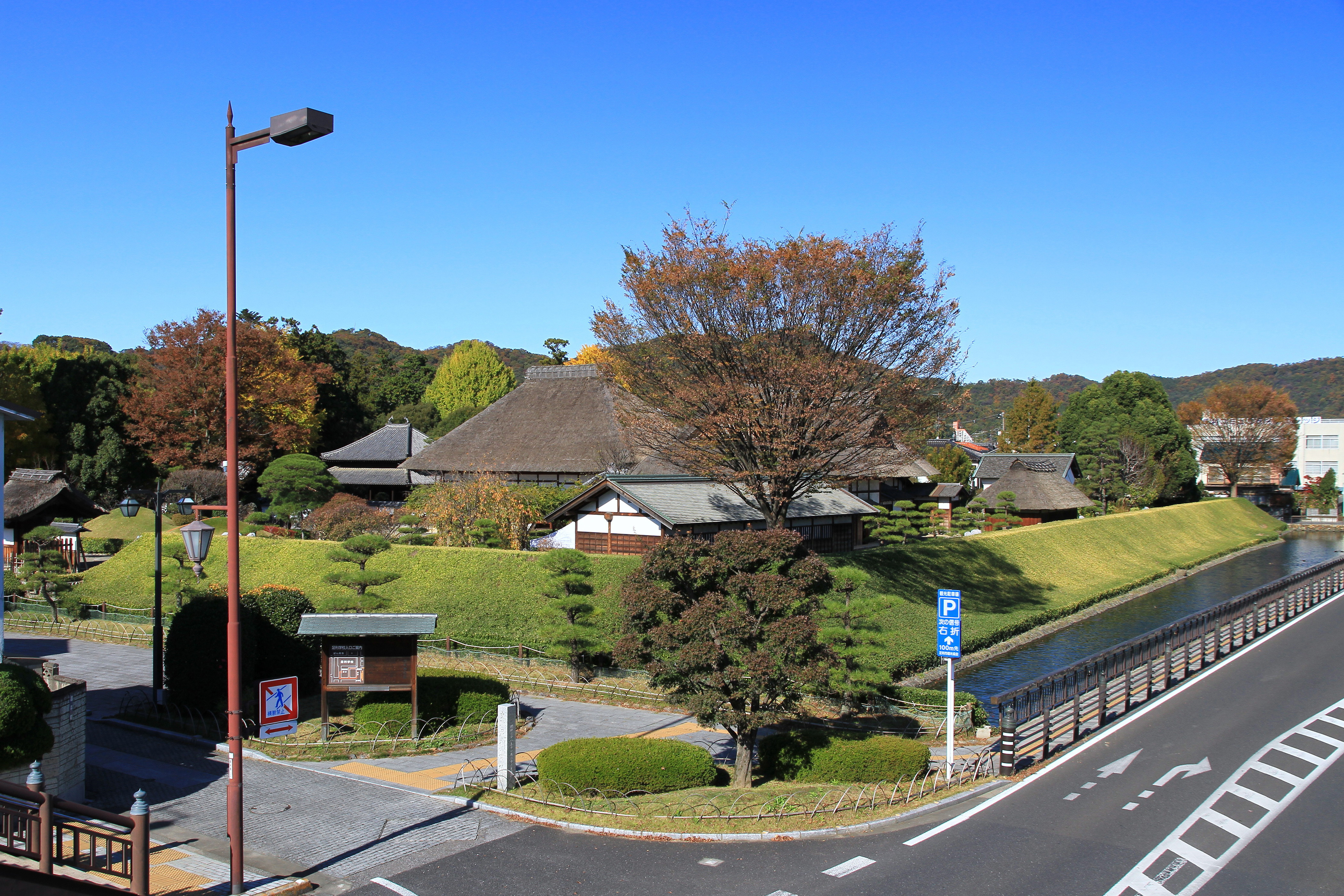
足利学校 全景
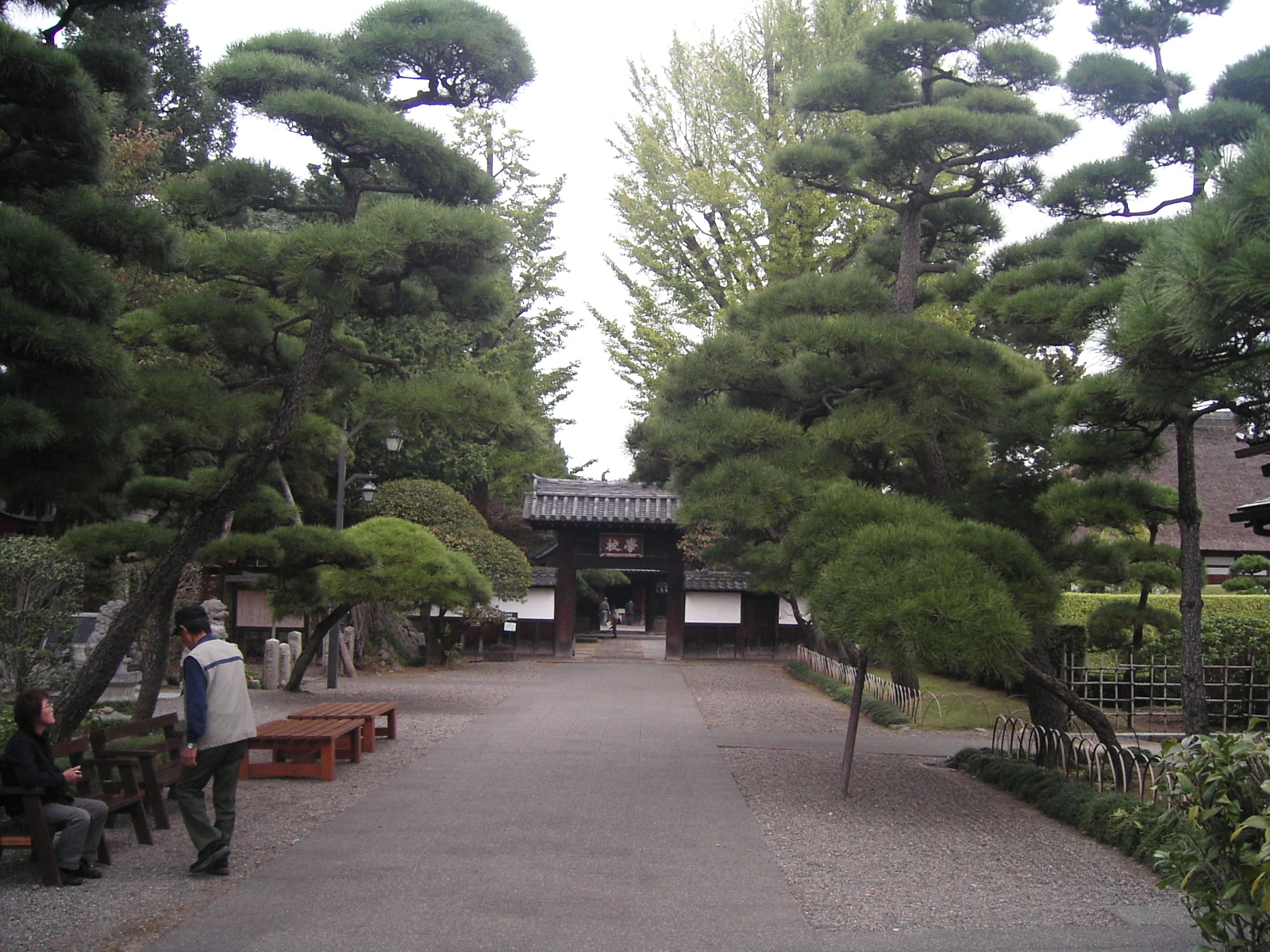
学校門
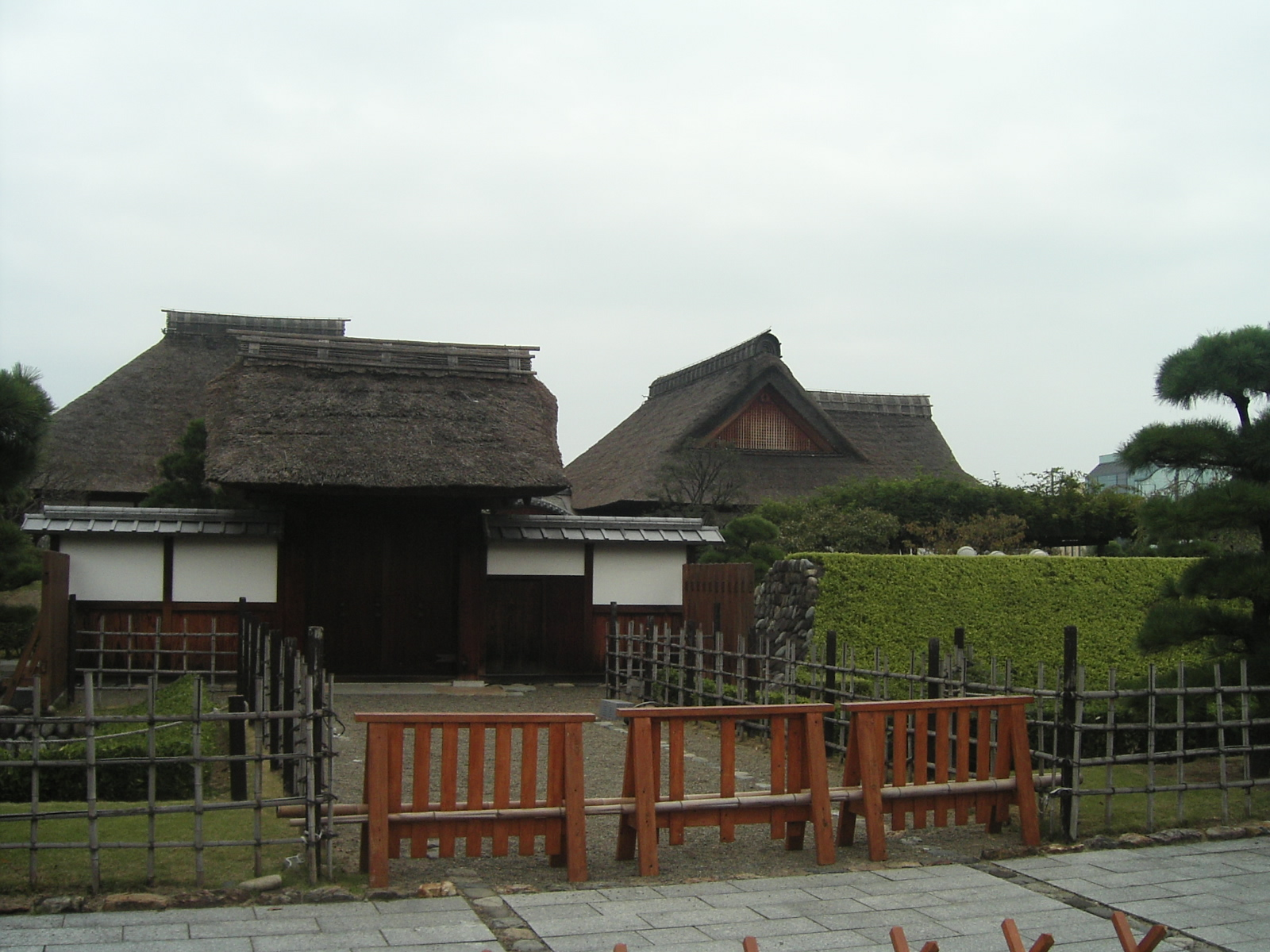
裏門
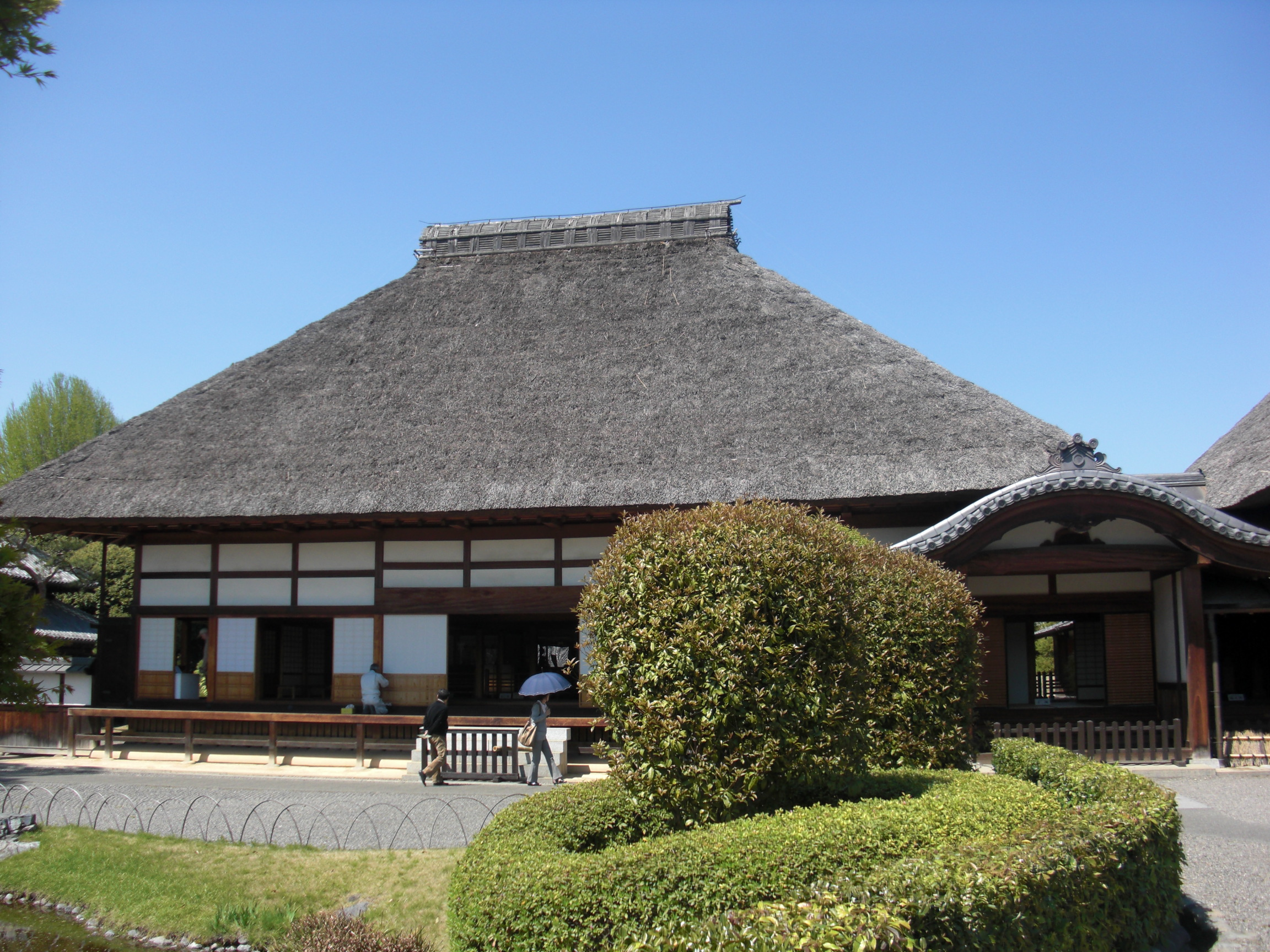
方丈
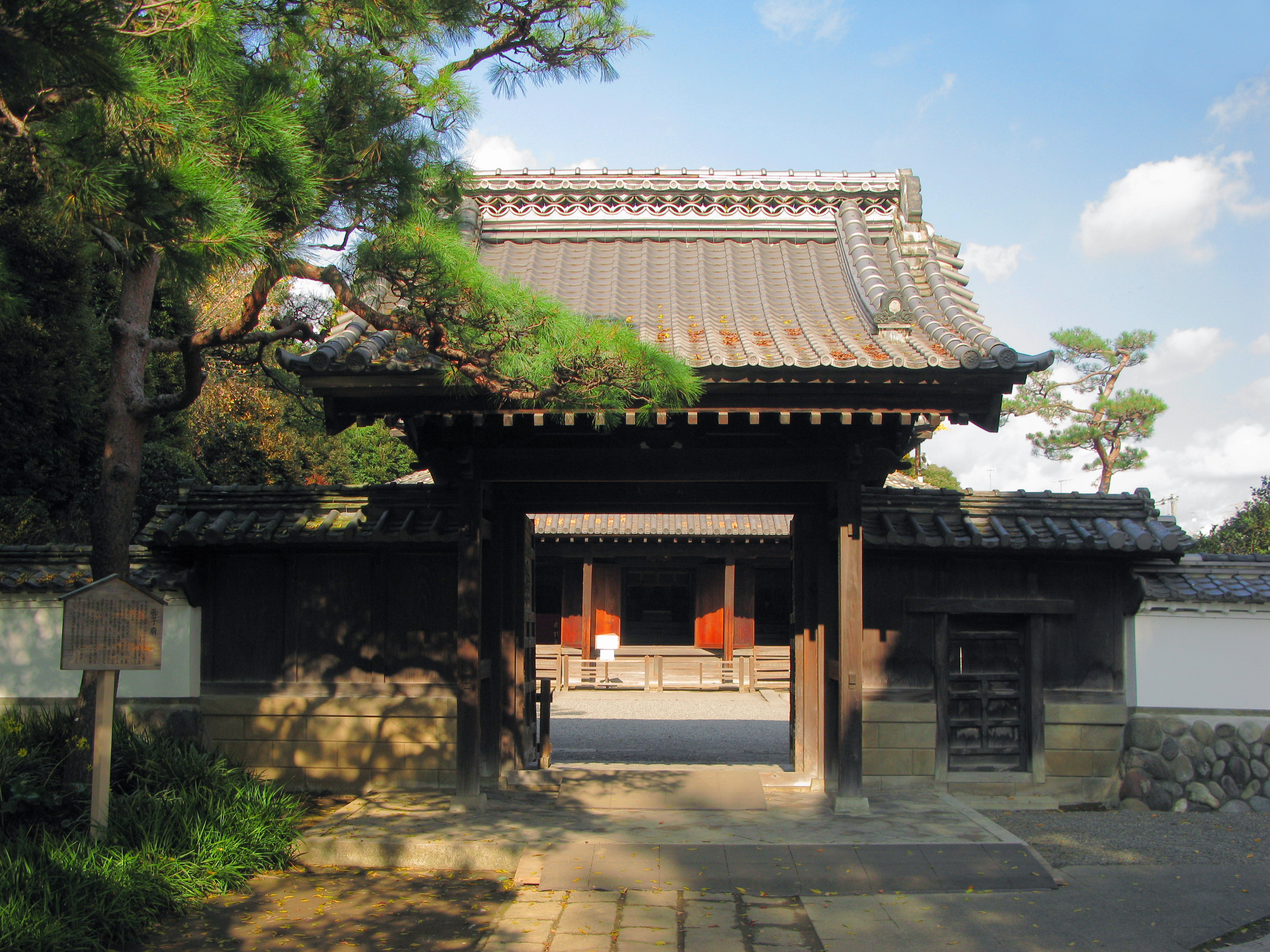
杏壇門
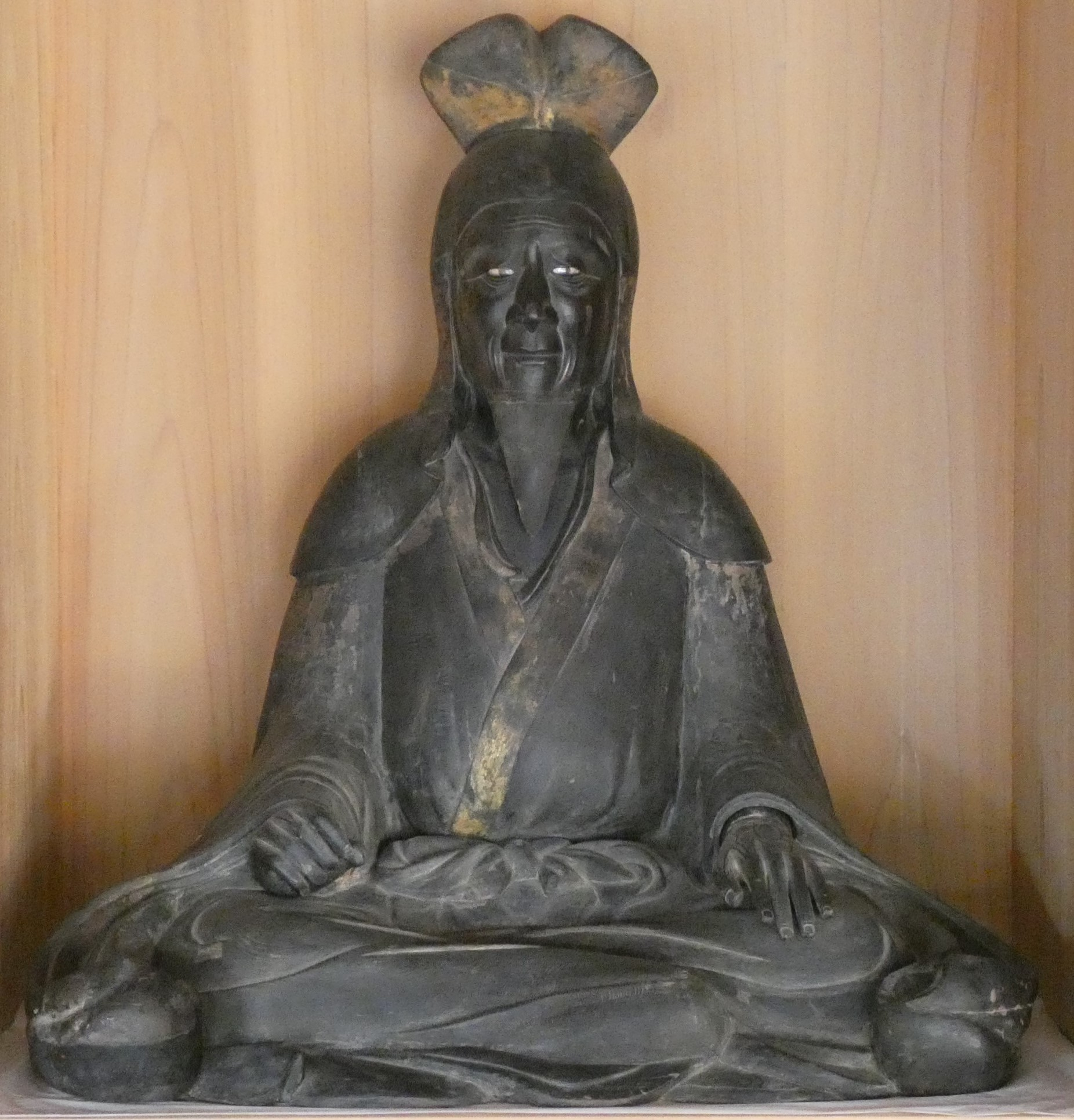
孔子像